# Scaphiophis
Scaphiophis — рід змій родини полозових (Colubridae). Представники цього роду мешкають в Африці на південь від Сахари.

## Види
Рід Scaphiophis нараховує 2 види:
- Scaphiophis albopunctatus W. Peters, 1870
- Scaphiophis raffreyi Bocourt, 1875

## Етимологія
Наукова назва роду Scaphiophis походить від сполучення слів дав.-гр. σκαφιον — лопатка і οφις — змія.